# Montorcier
Montorcier est une ancienne seigneurie dont le siège était dans le haut-Champsaur. Les dauphins de Viennois y établirent un somptueux château, que le dauphin royal Louis II, futur Louis XI de France, fréquenta assidument.
Montorcier est la francisation de Mons Orsierus (la montagne des ours), ancien nom d'une colline qui domine la vallée du Drac en aval du confluent du Drac noir et du Drac blanc, à la hauteur du village actuel de Pont-du-Fossé.  Cette colline est aujourd'hui nommée Frustelle, ou Frustel, et ne porte que quelques ruines.

## Histoire

### Origine
L'occupation humaine du site à l'époque préhistorique n'est attestée que par quelques rares pièces en pierre polie, et un dolmen aux Roranches. Les Romains, présents dans toute la région, n'ont pas laissé de traces dans le haut-Champsaur. La vallée du haut-Drac était cependant un des passages utilisés pour joindre la région de Briançon, par le col de Freissinières. Une tradition locale y situe le passage d'Hannibal pour se rendre en Italie. Arey, évêque de Gap au VIIe siècle, y aurait subi l'attaque par un ours que rapporte sa légende. Le contrôle de l'accès à la haute vallée était donc important. Le resserrement de la vallée au pied du Mons Orsierus constituait un point stratégique. C'est là que s'établit la seigneurie de Montorcier. 
Le premier alleu de Montorcier semble remonter au moins à l'an 973. Il incluait déjà les terres de Chabottes, de Champoléon et d'Orcières. En l'an 1040 le seigneur de Montorcier était le principal seigneur du Champsaur, et avait des possessions dans le Gapençais et jusqu'en Vallouise. Les paroisses de Saint-Jean (Ecclesia Sancti Joaniis) et de Saint-Nicolas (Ecclesia de Monteorsiero) sont référencées au XIIe siècle par le cartulaire de Saint-Chaffre.

### La famille de Montorcier
La généalogie des Montorcier n'est pas établie de manière indiscutable. Après l'abbé J. Ranguis, qui fait état d'un Hugues de Montorcier en 1044, Jean Gueydan propose une filiation à partir de 1222, date à laquelle Guillaume de Montorcier est seigneur majeur de Montorcier, seigneur de Champoléon et coseigneur de Saint-Nicolas. Malgré de nombreux partages, achats et échanges, la branche majeure des Montorcier a conservé la seigneurie de Montorcier sur au moins sept générations, jusqu'à Jean dit le Noir (fin XVe siècle), et s'est ensuite poursuivie en ligne directe jusqu'à Benoît de Montorcier qui, en 1577, mourut sans enfant, léguant la coseigneurie seconde de Saint-Nicolas à sa mère, qui la revendit.

### Montorcier et les Dauphins
Le 9 septembre 1303, le Dauphin de Viennois achète le château de Montorcier. En 1319, il accorde une charte de liberté aux habitants de la seigneurie. Le dauphin Humbert II séjourne fréquemment à Montorcier, et fait du château une résidence somptueuse. C'est là que son fils unique meurt, et qu'il décide de vendre ses biens au roi de France : le Dauphiné est né ici,. 
Le plus présent des dauphins royaux sera Louis II, très libéral envers les Dauphinois en général, et les Champsaurins en particulier. Il faisait étape à Montorcier ou y séjournait fréquemment. Il était proche des populations, parlait leur langue, et avait les faveurs des belles du pays. Il anoblit plusieurs amis de chasse, vint au secours des habitants de Champoléon après une inondation catastrophique. Devenu roi de France sous le nom de Louis XI, il donna des armoiries à plusieurs familles du Champsaur. En 1442, il autorisa le creusement d'un canal d'irrigation de Pont-du-Fossé à Saint-Laurent.

### Le mandement de Montorcier
Montorcier était le centre d'un mandement. La création de ce mandement n'est pas datée. Au milieu du XVe siècle, huit paroisses en faisaient partie, d'Orcières et Champoléon jusqu'à Saint-Barthélémy-de-Buissard, ce qui en faisait un des plus importants du territoire des Hautes-Alpes actuelles. 
À l'origine, la totalité du mandement appartenait à la famille de Montorcier. Mais par suite de partages et de ventes, il se trouva réparti entre au moins sept coseigneuries, dénommées « du Rival », « de Prégentil », « des Roranches », etc., selon le nom des maisons fortes où siégeaient leurs coseigneurs. Juridiquement, le mandement dépendait, à la fin du XIVe siècle du bailliage de Grésivaudan (Grenoble) ; à partir de 1511 de celui de Gap ; à partir de 1611 de celui de Saint-Bonnet, nouvellement créé pour le duc de Lesdiguières. Pour les impôts, le mandement dépendait de l'intendance de Grenoble, subdivision de Gap. En 1789, les huit paroisses du mandement totalisaient 2 806 habitants payant l'impôt.

### Les paroisses de Montorcier
Deux paroisses ont coexisté autour de Montorcier, si bien que la commune, lorsqu'elle fut créée, accola leurs deux noms :
- Saint-Jean, dont l'église était établie à l'ouest du ruisseau du Brudou, sur les basses collines ; la paroisse est nommée « Saint-Jean » (Ecclesia Sancti Joannis) au « cartulaire de Saint-Chaffre » (1179)[15] ; le nom « Saint-Jean de Montorcier » (Sancti Johannis de Monteorsiero) apparaît à la fin du XIVe siècle[16] ; un hameau s'est rapidement développé autour de l'église, et est encore aujourd'hui l'un des centres vitaux de la commune ;
- Saint-Nicolas, église voisine du château sur la colline de Montorcier, éloignée de toute autre habitation ; mentionnée comme « église de Montorcier » (Ecclesia de Monteorsiero) au cartulaire de Saint-Chaffre, « Saint-Nicolas de Montorcier » (Sanctus Nicholaus de Monteorsiero) à partir du XIVe siècle[17]; après la destruction de la place par les troupes du duc Amédée II de Savoie (Invasion du Dauphiné en 1692) puis par les guerres de religion, l'église Saint-Nicolas fut reconstruite en 1750 au hameau des Reynauds, situé plus à l'est ; il n'en reste aujourd'hui que la panelle (clocher à jour), qui sert de clocher à l'église actuelle[18].

De 1792 à 1796, la commune de Saint-Jean-Saint-Nicolas est brièvement rebaptisée Montorcier.

### La légende de Frustelle
L'écrivain régionaliste Faure du Serre a écrit un poème épique en quatre « chants », relatant la légende selon laquelle Frustelle serait le nom d'une vieille femme qui aurait tenté de maintenir sur le sommet de la colline de Montorcier le service de la cloche de l'église primitive, abandonné par le sacristain. Il y relate, en l'enjolivant, l'épisode —réel— de l'enlèvement de la cloche par le curé de la nouvelle paroisse de Saint-Nicolas, et le procès qui lui fut fait à ce propos par les habitants de Pont-du-Fossé :
```
La haute tour que vous nommez Frustelle 
Bâtie au temps du grand Humbert premier
Était alors la fière citadelle
Où jour et nuit, placés en sentinelles,
Mille soldats veillaient sur Montorcier.
Là nos Dauphins faisaient leur résidence,
Là se trouvaient leurs maisons de plaisance.
[...]
Sous cette tour vit un spectre, une fée, [...]
À demi-nue, affreusement coiffée, [...]
Or cette fée eut le nom de Frustelle, 
Et son manoir s'est appelé comme elle. [...]
[...]
Dans cette tour une cloche est placée,
Qui par ses sons, d'après les anciens us,
Trois fois par jour annonce l'Angélus,
Or des Reynauds la paroisse voisine
Convoitait fort cette cloche argentine ;
Et le curé dit à ses paroissiens :
[...] le service de Dieu
Veut maintenant que cette cloche sonne
Dans l'endroit même où je vous fait le prône.

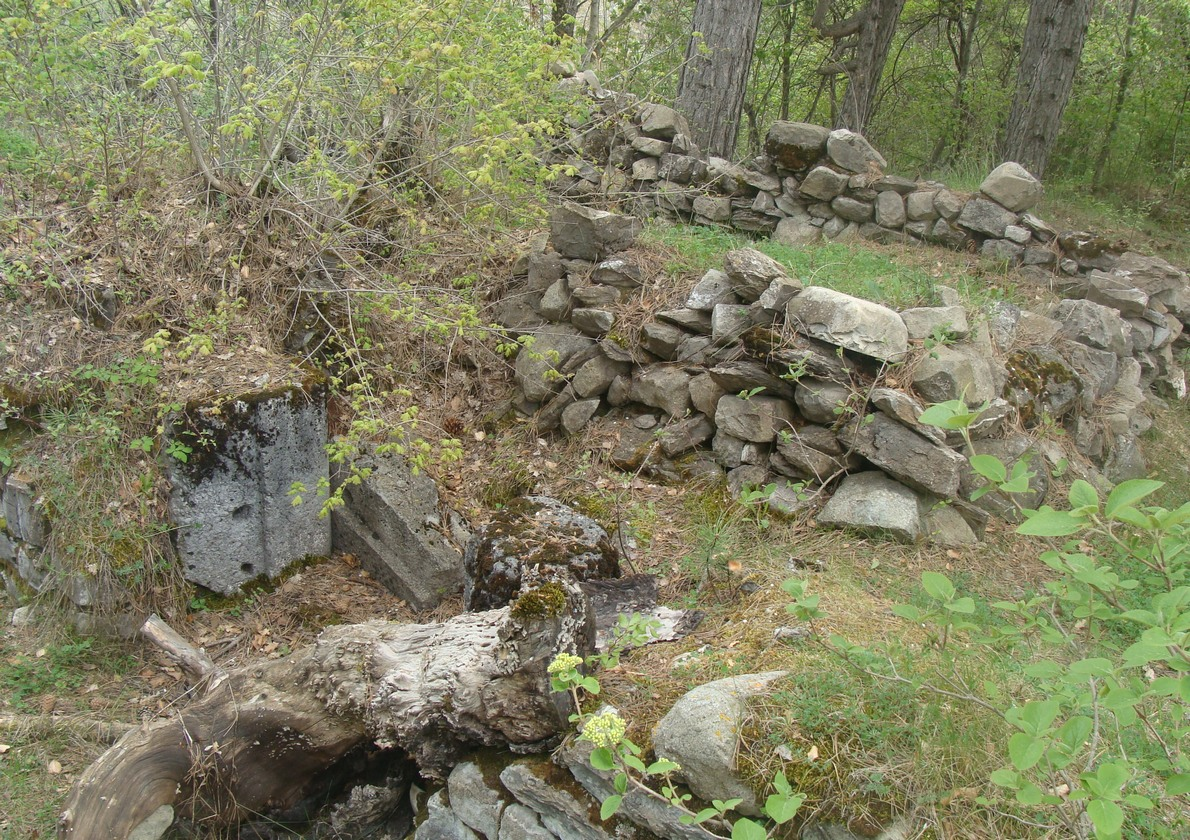
Les ruines du château, état actuel.

Il faut l'y mettre [...]
```

## État actuel
Il ne reste du château et de l'église primitive que quelques pierres sur le sommet de la colline. Le terrain sur lequel ils se situent est privé. Un sentier de promenade balisé par la commune de Saint-Jean-Saint-Nicolas monte le long du torrent de Brudou, passe au-dessus de Frustelle, rejoint Saint-Nicolas, et redescend dans la plaine en passant près des anciennes maisons fortes du Rival et de Prégentil.
Le nom de Montorcier est aujourd'hui attaché à un petit hameau situé sur la rive droite du torrent de Brudou, au point où il débouche dans la plaine.

## Sources bibliographiques
: document utilisé comme source pour la rédaction de cet article.
- Jean Ranguis, Histoire du mandement de Montorcier, 1905, rééd. Vollaire, Gap, 1978, 286 p., sans ISBN.
- Joseph Roman, Dictionnaire topographique du département des Hautes-Alpes, Imprimerie nationale, Paris, 1884, rééd. C. Lacour, Nîmes, 2000, 272 p.  (ISBN 2-84406-757-3).
- Jean Gueydan, Les Seigneurs du Beaumont, éditions du Cosmogone, 2003, 460 p.  (ISBN 2-914238-40-1).
- Robert Faure, dit Faure de Prégentil, Encyclopédie historique, authentique, distractive, humoristique, gastronomique, touristique, linguistique du Champsaur, imp. Louis-Jean, Gap, 2005, 384 p.  (ISBN 2-909956-49-0).
- Jean Faure, dit Faure du Serre, « La Cloche de Frustelle », dans Œuvres choisies, Gap, 1892 ; rééd. par Groupe folklorique du pays gavot, imp. Louis-Jean, Gap, 1986 (sans ISBN), p. 289 à 312.